# .mk
.mk è il dominio di primo livello nazionale assegnato alla Macedonia del Nord.
Nel 2014 ICANN ha approvato il dominio internazionalizzato .мкд (xn--d1alf).